# Emil Sioli

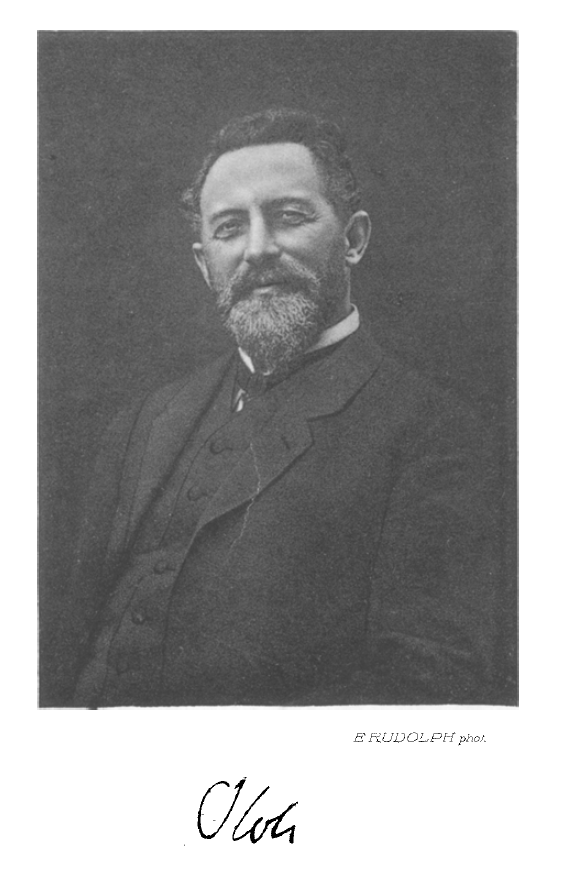
Emil Sioli

Emil Sioli (* 29. Juli 1852 auf Gut Lieskau bei Halle an der Saale; † 16. Juni 1922 in Friedrichsdorf im Taunus) war ein deutscher Psychiater und Direktor der damaligen Anstalt für Irre und Epileptische in Frankfurt am Main.

## Leben
Sioli übernahm 1888 die Direktion von Heinrich Hoffmann, der nicht nur als Psychiater, sondern auch als Autor des Kinderbuches Struwwelpeter von sich reden gemacht hatte.
Sioli reduzierte Zwangsmaßnahmen innerhalb der Anstalt (No restraint). Die bekanntesten Mitarbeiter von Emil Sioli in der Frankfurter „Anstalt für Irre und Epileptische“ waren in den 1890er Jahren die beiden Nervenärzte und Neuropathologen Alois Alzheimer und Franz Nissl.
Am 1. April 1901 gründete Sioli im heutigen Friedrichsdorf das Waldkrankenhaus Köppern als „agricole Colonie“, in der „Alkoholisten“ und „nervöse Kranke“ behandelt werden konnten. Als zentrales therapeutisches Element etablierte der Psychiater die Beschäftigung der Patienten in der Landwirtschaft in einer naturnahen Umgebung. Die damals „Anstalt Hüttenmühle“ genannte Klinik erlebte einen stetigen Bettenzuwachs bis 130 Betten im Jahr 1913. Heute ist das Waldkrankenhaus Köppern eine Betriebsstätte von Vitos Hochtaunus mit einem Versorgungsauftrag für den Hochtaunuskreis.
Emil Siolis Sohn Franz Sioli wurde ebenfalls Psychiater.

## Gedenken
Nach Sioli ist eine Straße auf dem Universitätscampus im Frankfurter Stadtteil Westend benannt. Sie endet unmittelbar westlich des damaligen Standortes der im Frankfurter Volksmund „Irrenschloss“ genannten Anstalt, heute Standort des I.G.-Farben-Hauses. In Friedrichsdorf-Köppern erinnert die Postanschrift des Waldkrankenhauses Köppern, der „Emil-Sioli-Weg“, an den Psychiater und Gründervater der Klinik.
Seit dem 6. Mai 2009 erinnert der Freundeskreis Waldkrankenhaus Köppern e. V. an die Verdienste von Emil Sioli. Seine Enkelin Dorothea Scheidel und deren Sohn Klaus Scheidel wurden als Ehrenmitglieder in den Verein aufgenommen. Der Freundeskreis Waldkrankenhaus Köppern e. V. hat 2012 die Professor-Emil-Sioli-Ehrenmedaille gestiftet und erstmals verliehen. Mit der Auszeichnung werden alle zwei Jahre Persönlichkeiten oder Initiativen gewürdigt, die sich um die Integration von psychisch kranken oder suchtmittelabhängigen Menschen verdient gemacht haben oder sich anderweitig in herausragender Weise um die Belange von psychisch Kranken kümmern.